# Hydroptila vala
Hydroptila vala är en nattsländeart som beskrevs av Ross 1938. Hydroptila vala ingår i släktet Hydroptila och familjen smånattsländor. Inga underarter finns listade i Catalogue of Life.